# گونه‌سپید جلگه‌ای
گونه‌سپید جلگه‌ای (نام علمی: Peltops blainvillii) نام یک گونه از سرده گونه‌سپیدها است.